# Bruno Pius Ngonyani
Bruno Pius Ngonyani (ur. 8 sierpnia 1945 w Magaura) – tanzański duchowny rzymskokatolicki, biskup Lindi w latach 1991-2022.